# Pedagogiczna Biblioteka Wojewódzka w Łodzi
Pedagogiczna Biblioteka Wojewódzka im. Tadeusza Kotarbińskiego w Łodzi – biblioteka pedagogiczna założona 1 marca 1925 jako Państwowa Centralna Biblioteka Pedagogiczna. Od 1 września 2021 wchodzi w skład zespołu placówek oświatowych – Centrum Rozwoju Edukacji Województwa Łódzkiego w Łodzi.
Gromadzi publikacje przede wszystkim z zakresu pedagogiki, psychologii, socjologii i nauk społecznych, a także naukowe i popularnonaukowe z różnych dziedzin wiedzy, literaturę piękną, lektury uczniowskie oraz materiały archiwalne i muzealne dotyczące historii oświaty w regionie łódzkim.
Biblioteka służy potrzebom kształcących się i doskonalących nauczycieli, studentów przygotowujących się do zawodu nauczyciela, słuchaczy zakładów kształcenia nauczycieli oraz innych osób zainteresowanych sprawami kształcenia i wychowania, w tym także uczniów różnych typów szkół.
W strukturze Biblioteki działa Muzeum Oświaty Ziemi Łódzkiej.

## Historia
Jej pierwszą siedzibą był lokal odnajmowany od Banku Gospodarstwa Krajowego przy ul. Andrzeja 7, a pierwszym kierownikiem i organizatorem placówki był Tadeusz Czapczyński. Następnie Biblioteka zajmowała pomieszczenia przy ul. Piotrkowskiej 104 (w latach 1927–1932), Żeromskiego 115 (1932–1936) oraz Piotrkowskiej 86 (1936–1939).
14 czerwca 1945 roku nastąpiło otwarcie biblioteki po okresie okupacji. Odzyskano część zbiorów, które w czasie wojny znajdowały się częściowo w rękach prywatnych, a częściowo w Bibliotece Publicznej oraz w niemieckiej Stadtsbibliothek. Kierowniczką została Helena Walterowa. Placówka mieściła się wtedy w gmachu Kuratorium, przy ul. Jaracza 11.
1 lipca 1948 roku Kuratorium Okręgu Szkolnego Łódzkiego jednostronnie zarządziło oddanie PCBP pod zarząd i administrację Państwowej Szkole Pedagogicznej w Łodzi. Księgozbiór przeniesiono do pomieszczeń przy ul. Kościuszki 21, łącząc go ze zbiorami szkoły.
21 maja 1951 roku zarządzeniem Ministerstwa Oświaty nadano bibliotekom pedagogicznym nowe statuty oraz nazwy. Łódzką placówkę nazywa się odtąd Pedagogiczną Biblioteką Wojewódzką w Łodzi. Posiada ona uprawnienia samodzielności, przewidziane dla jednostek budżetowych.
Przez następne 27 lat Biblioteka zajmowała część kamienicy przy ul. Piotrkowskiej 179. W 1978 roku przeprowadzono zbiory PBW do obecnie zajmowanego budynku przy ulicy Wólczańskiej 202.
W 1988 Pedagogiczna Biblioteka Wojewódzka w Łodzi otrzymała imię profesora Tadeusza Kotarbińskiego.
Od 1999 roku organem prowadzącym Bibliotekę jest Samorząd Województwa Łódzkiego.
W maju 2005 roku z powodu awarii wodociągowej w budynku duża część zbiorów została zalana. Przez miesiąc biblioteka była nieczynna, a część zbiorów i usług została przeniesiona do dawnego gmachu filharmonii przy Piotrkowskiej (Lutnia).
W 2021 roku ogłoszono zamiar likwidacji wszystkich filii pedagogicznych bibliotek województwa łódzkiego – w tym czterech filii łódzkiej biblioteki pedagogicznej.
1 września 2021 bibliotekę połączono z Wojewódzkim Ośrodkiem Doskonalenia Nauczycieli oraz Centrum Kształcenia Ustawicznego w Łodzi, tworząc zespół placówek oświatowych – Centrum Rozwoju Edukacji Województwa Łódzkiego w Łodzi.